# Villagómez la Nueva
Villagómez la Nueva község Spanyolországban, Valladolid tartományban.  Lakosainak száma 51 fő (2024).

## Népesség
A település népessége az utóbbi években az alábbiak szerint változott:
| Lakosok száma | 93   | 87   | 75   | 74   | 67   | 68   | 65   | 68   | 58   | 51   |
|               | 2001 | 2004 | 2007 | 2009 | 2012 | 2014 | 2017 | 2019 | 2022 | 2024 |